# August Fischer
August Fischer (Halle (Saale), 14 februari 1865 - Leipzig, 14 februari 1949) was een Duits oriëntalist.

## Leven
Fischer studeerde in Halle oosterse filologie, filosofie en geschiedenis en behaalde zijn doctoraat in 1889 aan de Universiteit van Halle. Al een jaar later, in 1890 verwierf hij de habilitatie.
Van 1900 tot 1930 bekleedde hij de leerstoel voor oosterse filologie aan de Universiteit Leipzig. Zijn Arabische chrestomatie wordt begin 21e eeuw nog steeds gebruikt.